# ورزشگاه ملک عبدالعزیز
ورزشگاه ملک عبدالعزیز (عربی: ستاد الملك عبدالعزيز) یک ورزشگاه چندمنظوره در شهر مکه، عربستان سعودی است.
این ورزشگاه که در سال ۱۹۸۶ تاسیس شده دارای ۳۸٬۰۰۰ نفر ظرفیت است و ورزشگاه خانگی باشگاه فوتبال الوحده عربستان سعودی محسوب میشود.